# کایاک

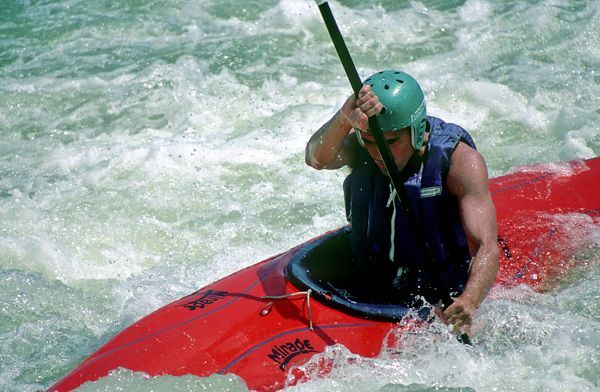
کایاک‌سواری در آب‌های خروشان آبشارهای گریت در ویرجینیا، آمریکا

کایاک (به انگلیسی: Kayak) نوعی قایق است که اسکیموها با آن در دریای شمال و کشورهای اطراف قطب شمال رفت‌وآمد می‌کنند. راندن کایاک امروزه جزو یکی از بازی‌های المپیک است و به عنوان یک رشتۀ ورزشی شناخته شده است.
کایاک  یک نوع قایق کوچک و تکنوازی است که برای صید و تفریح در آبهای آرام و رودخانه‌ها استفاده می‌شود. اصطلاح کایاک در زبان اینویت است که به معنی «قایقی با پوشش» می‌باشد که به دلیل استفاده از پوشش برای محافظت از سرنشینان در برابر آب و هوای سرد شناخته می‌شود.
کایاک‌ها در طول تاریخ از نمونه‌های سنتی چوبی تا ساختارهای پیشرفته‌تری که از موادی مانند پلاستیک، فایبرگلاس و فلز ساخته می‌شوند، تکامل یافته‌اند. طراحی کایاک به گونه‌ای است که تعادل و پایداری در آب را فراهم می‌کند و قدرت پردازش آب را به شخص سوارکار منتقل می‌کند. این قایق‌ها معمولاً دارای یک یا دو سینی (یا مخروطی) هستند که به راننده کمک می‌کند تا در آب حرکت کند و قایق را کنترل کند.
از نظر استفاده، کایاک‌ها می‌توانند برای مجموعه‌ای از فعالیت‌های آبی مورد استفاده قرار گیرند، از جمله صید، کانوئینگ، تفریح و مسابقه. همچنین، برخی افراد از کایاک‌ها برای صعود و نزول در رودخانه‌ها و تجربه ماجراجویی استفاده می‌کنند.
کایاک‌ها می‌توانند به صورت فردی یا گروهی استفاده شوند. در صورت استفاده تکی، شخص سوارکار به وسیله‌ی دو دستگاه تکان دهنده‌ی کایاک را در دستگیره‌هایی در دو سمت قایق قرار می‌دهد و با حرکت دستان خود از طریق آب پیشرفت می‌کند. در کایاک‌های دونفره، دو نفر در قایق حضور دارند و هرکدام از آنها با دستگاه تکان دهنده‌ی خود متحرک می‌شوند.
از تکنولوژی‌های پیشرفته‌تر در کایاک‌ها می‌توان به سیستم‌های ردیابی، سیستم‌های ایمنی مانند سیستم‌های ایمنی هوشمند و پدیده‌های هیدرودینامیکی اشاره کرد که به بهبود عملکرد و کارایی کایاک‌ها کمک می‌کنند.
کایاک‌ها در سراسر جهان پرطرفداری بالایی دارند و به عنوان یک وسیله‌ی سرگرمی و تفریحی در آبهای آزاد و حتی در مسابقات بین‌المللی مورد استفاده قرار می‌گیرند. علاوه بر این، کایاک‌ها به عنوان یک وسیله‌ی پرطرفدار در صنعت گردشگری و ماجراجویی نیز شناخته شده‌اند.
در نتیجه، کایاک‌ها به عنوان یک قایق کوچک و تکنوازی برای صید و تفریح در آبهای آرام و رودخانه‌ها استفاده می‌شوند. آنها از نمونه‌های سنتی چوبی تا ساختارهای پیشرفته‌تری که از موادی مانند پلاستیک و فایبرگلاس ساخته شده‌اند، تکامل یافته‌اند. با استفاده از کایاک‌ها، علاقه‌مندان می‌توانند به صورت فردی یا گروهی در فعالیت‌هایی مانند صید، کانوئینگ و تفریح شرکت کنند و لذت ببرند

## نگارخانه

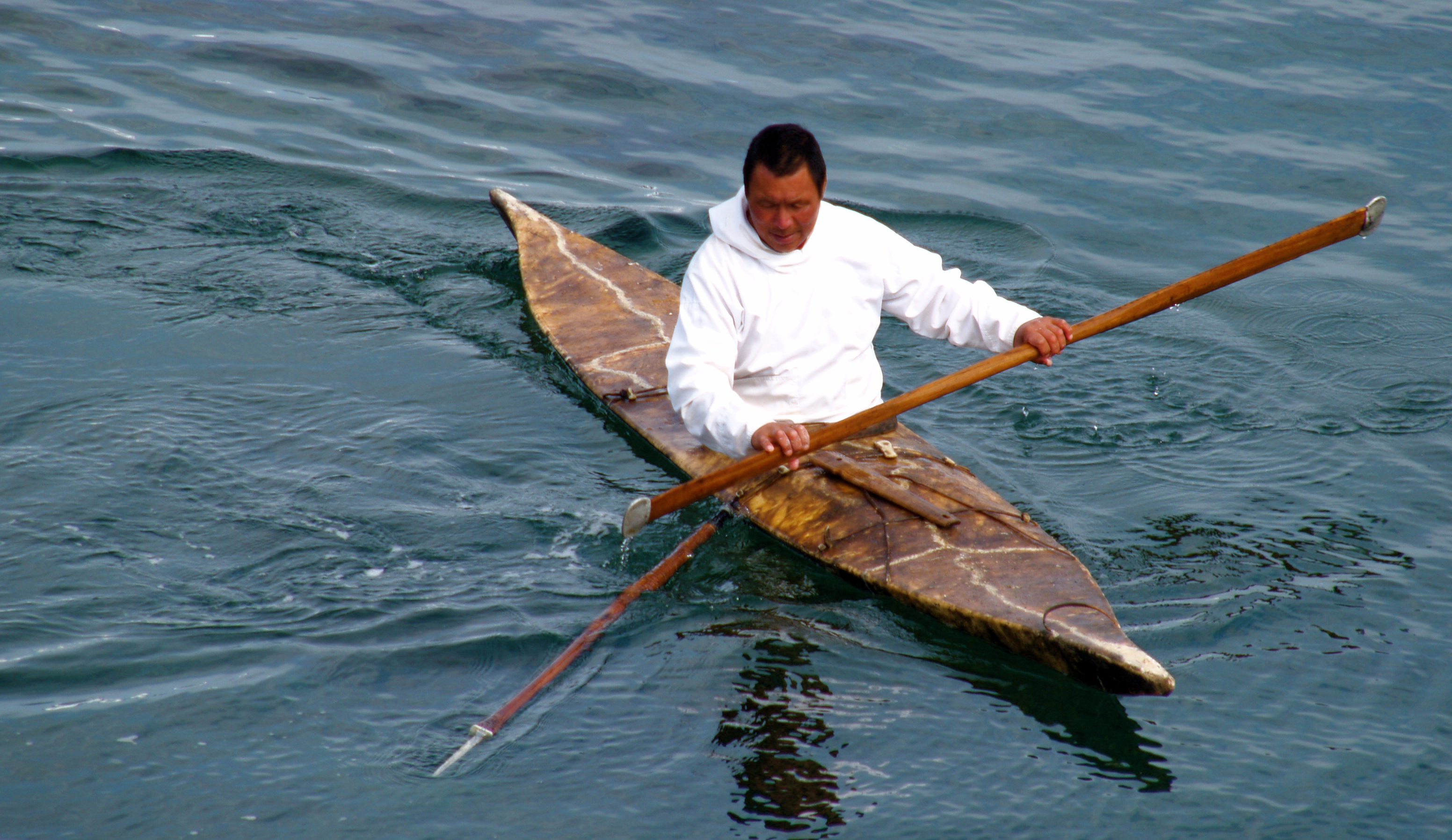
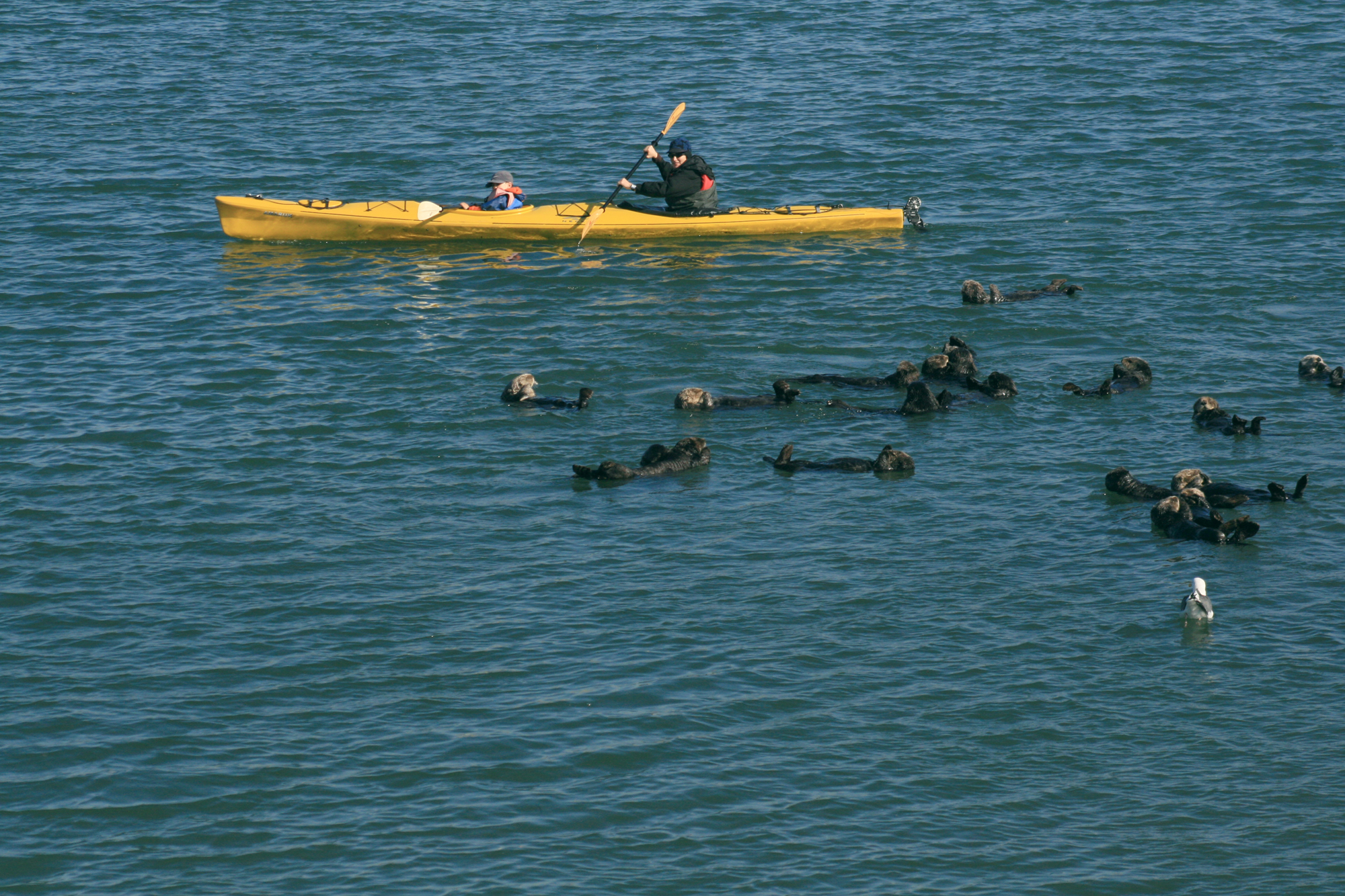
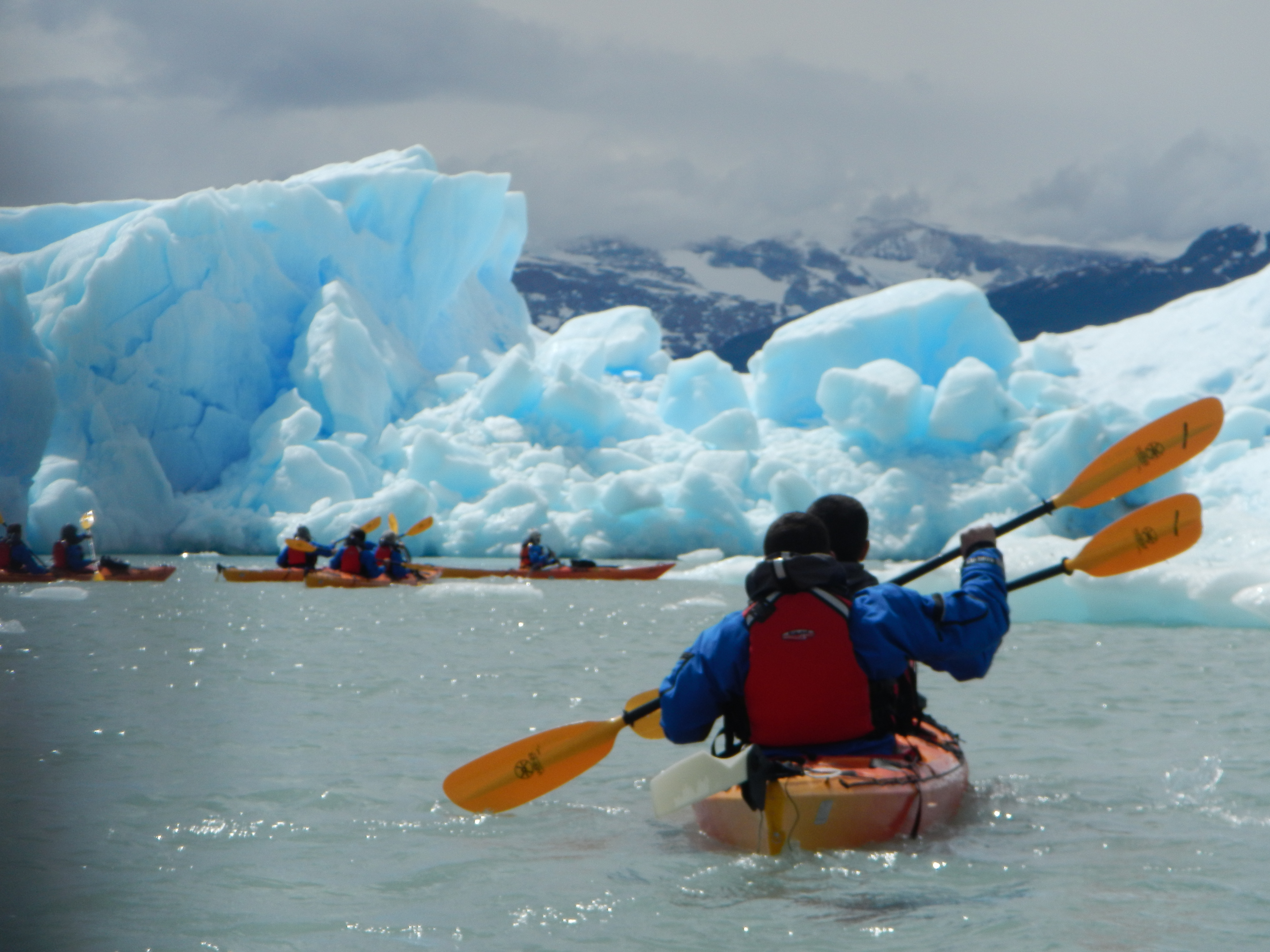
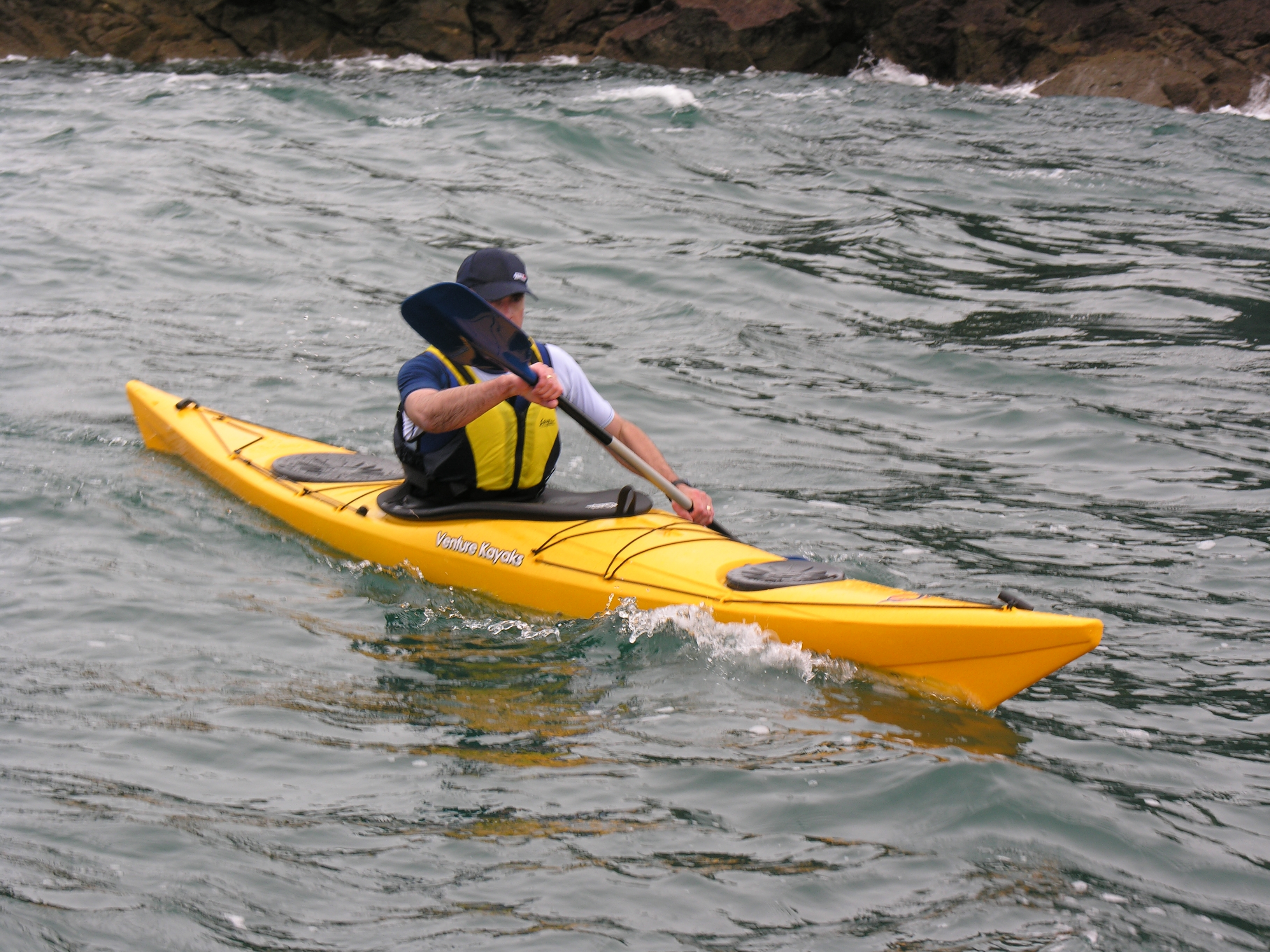
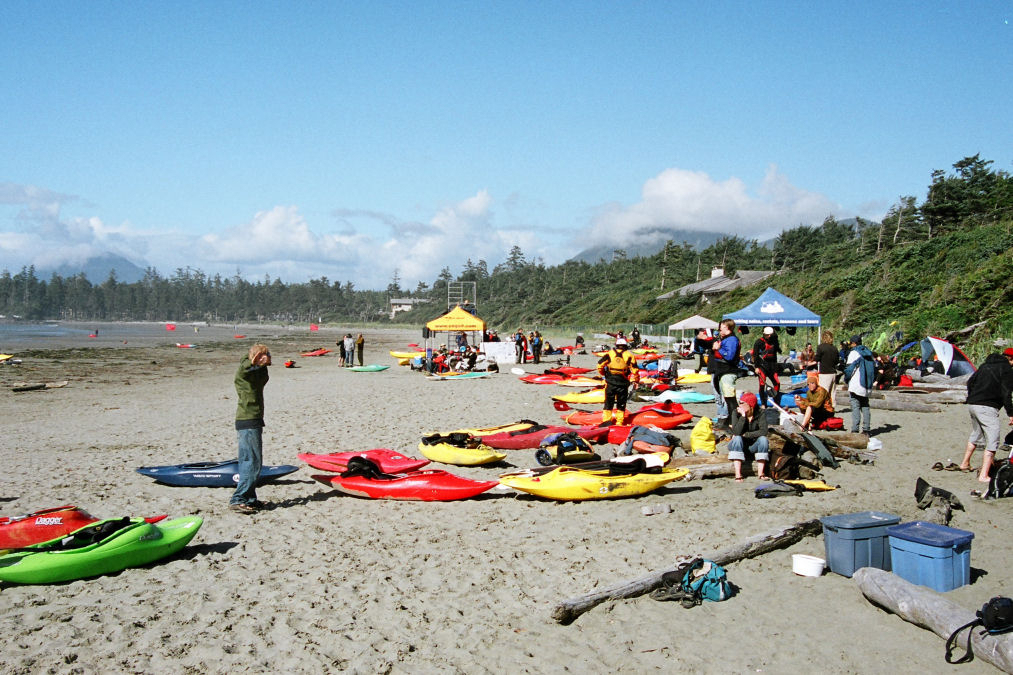